# Stazione di Potenza Santa Maria
La stazione di Potenza Santa Maria è la stazione ferroviaria a servizio dell'omonimo rione della città di Potenza. La stazione è sotto la gestione delle Ferrovie Appulo Lucane.

## Strutture e impianti
La stazione dispone di un fabbricato viaggiatori, che ospita la sala d'attesa, la biglietteria e i servizi igienici.
È dotata di due binari passanti utilizzati per il servizio viaggiatori.
La stazione si trova in corrispondenza della stazione Superiore di RFI.

## Movimento
Nella stazione fermano tutti i treni per Altamura e Bari, e quelli del servizio metropolitano per Avigliano Città.

## Servizi
La stazione dispone di:
- Biglietteria a sportello
- Biglietteria automatica
- Sala d'attesa
- Parcheggio

## Interscambi
- Stazione Ferroviaria  "Potenza Superiore"
- Fermata autobus
- Terminal bus Extraurbani